# Кушагра Рават
Кушагра Рават (16. фебруар 2000), индијски је пливач чија ужа специјалност су трке слободним стилом. Вишеструки је национални првак и рекордер. 

## Спортска каријера
Рават је пливањем почео да се бави доста рано, а на међународној сцени је дебитовао као седамнаестогодишњак, наступајући на митинзима светског купа у малим базенима. Годину дана касније освојио је и прву титулу националног првака у сениорској конкуренцији, у трци на 800 метара слободним стилом. Годину дана касније, на отвореном првенству Сингапура, успео је да поправи лични рекорд у трци на 800 слободно, а његово време од 8:07,29 минута било је уједно и селекционо Б време за наступ на Олимпијским играма у Токију.
На светским првенствима у великим базенима је дебитовао у корејском Квангџуу 2019, а једину трка у којој је наступио, ону на
400 слободно, завршио је на 37. месту у конкуренцији 45 пливача. 